# 이웅평
이웅평(李雄平, 문화어: 리웅평, 1954년 9월 28일~2002년 5월 4일)은 대한민국으로 귀순한 북한군인 출신 대한민국 군인이다.

## 생애
평안남도 대동군 청계리에서 평양시 사회안전부 소좌 리광정과 맹성월 부부의 2남 5녀 중 장남이자 셋째로 출생, 김책공군대학을 나온 이후 조선인민군 공군 1비행사단 책임비행사로 복무하였다.
1983년 2월 25일 당시 조선인민군 공군 상위(대한민국 공군의 대위에 해당)였던 그는 미그 19 전투기를 몰고 월남하였다. 로켓 사격 훈련을 위해 10시 30분 평안남도 개천비행장을 이륙한 미그기는 갑자기 전투기 두 대로 이루어진 편대를 이탈하여 남쪽 방향으로 기수를 돌렸다. 항로를 이탈해 나머지 한 대를 따돌린 미그기는 레이다망을 피하기 위해 고도 50~100 m를 유지하면서 시속 920 km의 전속력으로 남하, 10시 45분 황해남도 해주시 상공을 지나 연평도 상공의 서해 북방한계선을 넘었다. 당시  팀스피리트 훈련을 하고 있던 대한민국의 방공망에 미그기가 포착되자 공군의 F-5 전투기들이 요격에 나섰다. 그러나 미그기는 날개를 흔들어 귀순하겠다는 뜻을 밝혔고, F-5기는 미그기를 유도해 11시 4분 수원 비행장에 착륙시켰다.
이웅평은 귀순하는 과정에서 조선민주주의공화국 국민이 대한민국에 귀순할 경우 가져온 물건에 따라 보상금을 지급하는 규정에 의해, 미그기를 직접 몰고왔으므로 15억 원을 보상금으로 지급받았다. 1983년 당시의 15억 원이면 지금의 200억 원을 웃도는 매우 큰 돈이었다.
귀순 3개월 뒤인 1983년 5월 대한민국 공군 소령으로 군복을 갈아입은 이웅평은 1984년 11월 2일 대한민국 공군사관학교 교수의 딸과 결혼, 슬하에 1남 1녀를 두었다. 이후 대한민국 공군에서 계속 근무하다가 1995년 공군 대령으로 진급했고 이후 공군대학 정책연구위원 및 교관으로 활동했다.
그러나 1997년 갑작스러운 간경화로 쓰러져 간이식 수술을 받았고 회복되는 조짐을 보였으나 이후 거부 반응이 일어나 다시 건강이 악화되었고, 2002년 5월 4일을 기하여 결국 간기능부전증으로 국군수도병원에서 사망하였다.국립대전현충원 장교 묘역에 안장되었다.

## 기타
이웅평이 귀순할 당시 요격을 위해 출격했다가 그의 귀순을 유도했던 F-5 편대의 편대장은 박종헌 소령(당시 계급)이었는데, 이 사건으로 인해 박종헌은 화랑무공훈장을 받았으며, 훗날 대장으로 진급하여 제32대 공군참모총장을 역임했다.

## 같이 보기
- 손천근(중국어판) - 1983년 8월 7일 한국의 공군기지에 비상착륙후 제3국으로의 망명을 요청한 중공조종사